# Needtobreathe (groupe)
Needtobreathe, également stylisé NEEDTOBREATHE, est un groupe de rock alternatif et de rock chrétien américain, originaire de Seneca, en Caroline du Sud. Le groupe est composé de Bear Rinehart (chant, guitare, piano), son frère, Bo Rineheart (chœurs, guitare) et de Seth Bolt (choriste, basse). Le groupe compte un total de cinq albums studio : Daylight (2006), The Heat (2007), The Outsiders (2009), The Reckoning (2011), Rivers in the Wasteland (2014) et Hardlove (2016).

## Biographie

### Origines et débuts (2001–2006)
Bear et Bo Rinehart sont nés et ont grandi à Possum Kingdom en Caroline du Sud où leur père, pasteur, dirigeait une église membre des Assemblées de Dieu. Après avoir déménagé à Seneca (Caroline du Sud), en Caroline du Sud, les deux frères sont exposés à une variété de musique et ont commencé à jouer des instruments eux-mêmes. Bien inscrit à la Furman University, Bear — en plus d'être un excellent receveur (en 2002, il gagne le trophée de meilleur joueur de football sud-carolinien de l'année) - travaille de nuit en tant que chanteur, guitariste et pianiste, il trouve encore du temps pour jouer autour du campus avec un vieil ami (et batteur) Joe Stillwell. En attendant, Bo a étudié l'architecture à la Clemson University en jouant de la guitare pendant son temps libre, et lui et le bassiste Seth Bolt ont rejoint le duo Bear/Stillwell pour, à la fin, former Needtobreathe.
Leurs efforts sont récompensés lorsque Needtobreathe attire l'attention d'Atlantic Records/Lava Records, qui ont signé avec le groupe en 2005. Un premier album longue durée, Daylight (dont la couverture est peinte par Bo), est arrivé un an plus tard, ayant été enregistré dans les British Heliocentric Studios. Les tournées avec Train, Collective Soul, et Will Hoge ont gardé les garçons occupés tout au long de l'année, mais ils sont retournés en studio en décembre pour commencer à travailler sur la suite. The Heat est sorti en août 2007 et a aidé à établir le groupe comme l'un des nouveaux groupes les plus talentueux de rock chrétien, engendrant plusieurs singles et gagnant deux Dove Award. Suivi en 2009 par The Outsiders, avec un incroyable son, rappelant Coldplay, ou encore The Fray.
Après avoir signé avec Atlantic Records et Sparrow Records, le groupe est allé en Angleterre pour enregistrer leur premier album studio, Daylight, avec le producteur Andy Green. Son premier extrait radio You Are Here est sorti début 2006. Quelques jours avant la sortie de leur premier album, le groupe a été présenté sur la couverture du CCM Magazine comme l'un des nouveaux artistes de l'année 2006. Daylight est alors sorti le 4 avril 2006. L'émission The Hills utilise We Could Run Away, chanson issue de l'album. Fox TV utilise Nothing Left to Lose pour faire la promotion de Prison Break et K-Ville. Fox Sports utilise Don't Wait for Daylight pour les 2006 World Series.

### The Heat(2006–2008)

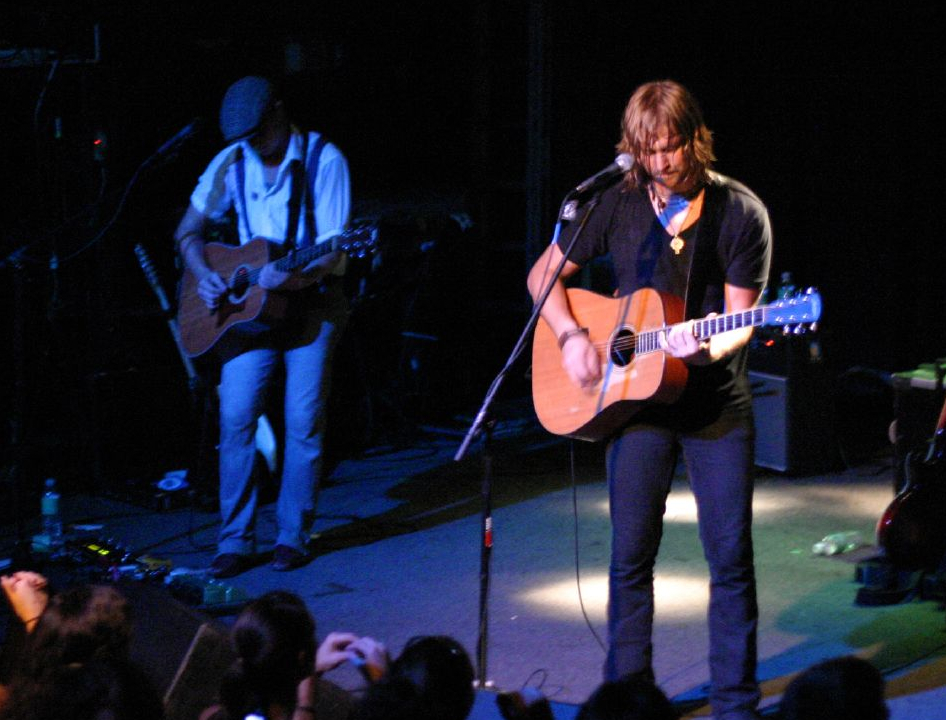
Bo et Bear Rinehart en septembre 2007.

Needtobreathe commence la préproduction de leur deuxième album studio The Heat à la fin 2006, au Seth Bolt's Old Plantation Studio. Au début de 2007, le groupe a commencé une période de six mois d'enregistrement Rick Beato's Black Dog Studio dans leur ville natale, Seneca, et à Ed Roland's Tree Sounds à Atlanta,. The Heat est ensuite sorti le 28 août 2007 par Atlantic Records et Word Records. La chanson du groupe, More Time, est présentée dans la bande originale du film PS I Love You sorti en 2007, et de nombreuses chansons de Needtobreathe ont été utilisées à la TV et dans d'autres films. l'ESPN utilise la chanson Streets of Gold de l'album The Heat pour 2007 Ford 400.
En 2008, Needtobreathe est nommé pour deux Dove Awards lors de la 39e édition annuelle des GMA Dove Awards. Leur chanson Signature of Divine (Yahweh) est nommée dans la catégorie « rock/chanson contemporaine de l'année », et The Heat est nommée dans la catégorie « rock/album contemporain de l'année »,. En 2009, la chanson Washed By The Water est nommée et récompensée du Dove Award  dans la catégorie « rock/chanson contemporaine de l'année » à la 40e édition annuelle des Prix GMA Dove.
La chanson Shine On est utilisée le plus de fois, après avoir été diffusée sur le show MTV Newport Harbor, Big Oprah's Give, le film L'Employé du mois, le film To Save a Life, et en 2008, est utilisée par la WWE pour la vidéo spéciale de Tribute to the Troops. En août 2009, la chanson These Hard Times est utilisée par NBC pour présenter son nouveau programme Mercy.

### The OutsidersetThe Reckoning(2009–2013)
Le 26 mars 2009, David Leonard (anciennement membre de Jackson Waters) est annoncé comme nouveau membre (uniquement pour les tournées) de Needtobreathe. Il rejoint le groupe durant leurs tournées, jouant du synthétiseur, et faisant les chœurs. À l'été 2010, David meurt d'un accident de la route et a été remplacé par Toby Friesen (également ancien membre de Jackson Waters).
Le troisième album du groupe, The Outsiders, est publié le 25 août 2009, devenant #20 sur le Billboard 200 et #2 sur Hot Christian Albums. Le second single de l'album, Lay 'Em Down, culmine à la 11e place sur la liste Hot Christian Songs. Leur chanson Nothing Left to Lose est utilisée pour plusieurs bandes annonce du film Extraordinary Measures qui est sorti en janvier 2010. En plus, leur chanson Something Beautiful a été présentée dans la bande originale du film When In Rome et dans le 21e épisode de la saison 1 de Cougar Town.
The Reckoning est le quatrième album du groupe, publié le 20 septembre 2011. C'est le dernier album avec le batteur Joe Stillwell, celui-ci ayant quitté le groupe en juillet 2012. Le 8 octobre 2011, l'album est classé premier du Billboard Christian Album, et dans la même semaine au Billboard Rock Albums. De plus, l'album est classé sixième sur le Billboard 200 le 8 octobre 2011. Needtobreathe fera ensuite une tournée à travers l'Amérique en soutien à The Reckoning. En juillet 2012, Joe Stillwell, batteur depuis 13 ans aux côtés des frères Rinehart et de Seth Bolt, annonce sa décision de quitter le groupe.

### Rivers in the Wasteland(2014–2015)
Rivers in the Wasteland est publié le 15 avril 2014, débutant troisième du Billboard 200, premier du Top Christian Albums, premier du Top Rock Albums, sixième au Canadian Albums Chart and selling 49,000 copies in its first week. À l'origine intitulé Wasteland, l'album reprend son nom d'Isaiah 43:19. Il se vend à 49 000 exemplaires la première semaine.
En mai 2014, le groupe fait une apparition dans l'épisode 20 de la saison 3 de Hart of Dixie, où ils y interprètent The Heart.
En 2015, le groupe tourne en Australie avec Third Day, avant de jouer en tête d'affiche américaine dans plus de quarante villes avec Ben Rector (leg 1), Switchfoot (leg 2), Drew Holcomb et les Neighbors, et Colony House.

### Hard Love(2016-2020)
Le 1er avril 2016, le groupe annonce son sixième album, Hard Love, et sa sortie pour le 15 juillet 2016. Des dates de tournée sont prévues en 2016. Hard Love débute premier des classements Top Album Sales, et deuxième du Billboard 200 avec 50 000 exemplaires vendus. Entre le 20 et 22 avril 2017, ils ouvrent pour Faith Hill et Tim McGraw à leur tournée Soul2Soul The World Tour 2017.

### Out of Body (depuis 2020)
Le 21 Avril 2020, le groupe annonce le départ de Bo.
Le 11 juin 2020, le septième album Out of Body est annoncé, avec une sortie prévue pour le 28 août 2020.

## Membres

### Membres actuels
- William Stanley « Bear » Rinehart III – chant, guitare, piano, orgue, harmonica[21],[22],[23]
- Seth M. Bolt – basse, mandoline, chœurs
- Josh Lovelace – Orgue, piano, choeurs

### Membre de tournée
- Randall Harris – batterie[24]

### Anciens membres
- Toby Friesen – claviers, guitare (2001–2012)
- David Leonard (ex-Jackson Waters)[25] – claviers (tournée)[25]
- Nathaniel Bryant « Bo » Rinehart – guitare, banjo, synthétiseur, chœurs  (2001 - 2020)

## Discographie

### Albums studio
- 2001 : The Feature (indépendant)
- 2006 :  Daylight (Sparrow/Lava/Atlantic)
- 2007 : The Heat (Lava/Atlantic)
- 2009 : The Outsiders (Atlantic)
- 2011 : The Reckoning (Atlantic)
- 2014 : Rivers in the Wasteland (Atlantic)
- 2017 : Hard Love (Atlantic)
- 2020 : Out Of Body (Atlantic)

### EP
- 2003 : Soulrock Review (indépendant)
- 2004 : Fire (indépendant)
- 2004 : The Turnaround (indépendant)
- 2012 : Keep Your Eyes Open (Atlantic)
- 2018 : Forever On Your Side (Niles City Sound Sessions (Atlantic)

### Singles
| Année | Titre                        | Album         | Meilleure position                                                   |
| ----- | ---------------------------- | ------------- | -------------------------------------------------------------------- |
| 2006  | You Are Here                 | Daylight      | #2 R&R 2006 CHR, #37 Hot Adult Top 40                                |
| 2006  | Don't Wait for Daylight      | Daylight      |                                                                      |
| 2006  | Shine On                     | Daylight      | #6 Billboard Hot Christian Songs                                     |
| 2006  | Haley                        | Daylight      |                                                                      |
| 2007  | Signature of Divine (Yahweh) | The Heat      | #1 R&R CHR, 14e chanson la plus jouée des radios chrétiennes en 2007 |
| 2007  | More Time                    | The Heat      | #8 Billboard Triple A Radio, #86 U.K., #85 Canadian Top 100          |
| 2008  | lang=en                      | The Heat      | #1, Billboard Hot Christian Songs                                    |
| 2008  | Streets of Gold              | The Heat      | #15 Hot Christian Songs                                              |
| 2009  | Lay 'Em Down                 | The Outsiders | #8 Billboard Hot Christian Songs, #49 Heatseekers Songs              |
| 2009  | Something Beautiful          | The Outsiders | #7 Billboard Christian Songs                                         |
|       | Hurricane                    | The Outsiders | #31 Billboard Alternative Songs                                      |

## Récompenses
En 2024, au cours de son histoire, le groupe a reçu 1 nomination aux Grammy Awards  et 14 Dove Awards.
Dove Awards
- 2010 : Groupe de l'année
- 2010 : Rock/album de l'année (pour The Outsiders)
- 2010 : Rock/chanson de l'année (pour Lay Em Down)
- 2011 : Groupe de l'année
- 2011 : Rock/chanson de l'année (pour Something Beautiful)
- 2012 : Groupe de l'année
- 2012 : Rock/chanson de l'année (pour Slumber)
- 2012 : Rock/album de l'année (pour The Reckoning)
- 2013 : Rock/chanson de l'année (pour Keep Your Eyes Open)

Dove Award nominations
- 2008 : Rock/Album de l'année (pour The Heat)
- 2008 : Rock/Chanson de l'année (pour Signature of Divine (Yahweh))
- 2009 : Rock/Meilleure chanson enregistrée de l'année (pour Washed by the Water)
- 2013 : Clip vidéo (pour Keep Your Eyes Open)